# Flaga Dubaju

Flaga Dubaju jest prostokątna, o barwie czerwonej z białym pasem o szerokości 1/4 długości flagi w części czołowej. Do 1820 roku emirat używał flagi czerwonej, ale na mocy traktatu zawartego z Wielką Brytanią, emirat musiał dodać do flagi biały pas, aby odróżnić ją od flagi pirackiej.

## Literatura
- A. Znamierowski, "Flagi Świata", wyd. Horyzont, Warszawa, 2002, ISBN 83-7311-410-6.
- Brian Johnson Barker, "Przewodnik po flagach świata", wyd. KDC, Warszawa, 2006, ISBN 83-7404-413-6.